# Arapaima
L'arapaima (Arapaima gigas) o pirarucú és un peix clupeïforme de la família dels osteoglossiformes que viu als rius, llacs i pantans dels boscos tropicals de la conca de l'Amazones, a l'Amèrica del Sud. És considerat un dels majors peixos d'aigua dolça del món.

## Etimologia
Pirarucú prové de la llengua tupi, de la únió dels termes pira, "peix", i urucum, "vermell", donat el color de la seva cua. En portuguès, el mot no duu accent gràfic (pirarucu). El registre més antic del nom arapaima data del 1840, descrit per Robert Schomburgk, però no té una etimologia clara. Als països hispanoparlants on es troba aquesta espècie, rep el nom de paiche.

## Descripció

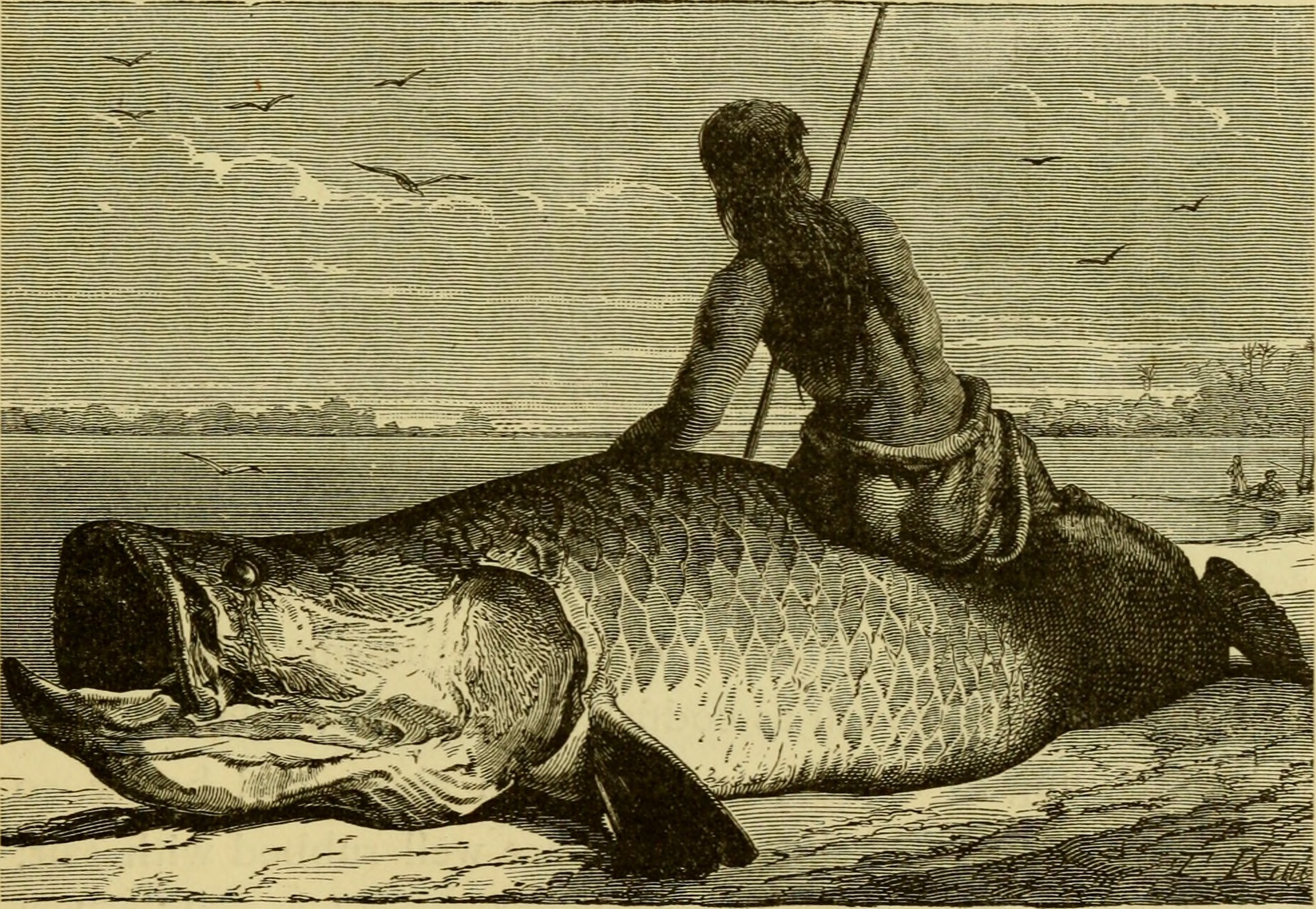
Gravat de 1879 on es pot comparar la mida d'un pirarucú i la d'un humà.

Aquests peixos gegants, que són una de les espècies d'aigua dolça més grans del món, poden arribar als 2,75 metres i arriben a pesar 200 quilos. Tenen un cos ample, escatós i gris, i el seu cap és estret. La seva dieta consisteix principalment en peixos, encara que se sap que, ocasionalment, atrapen aus que s'acosten a la superfície de l'aigua. Per capturar les seves preses, creen un buit tot obrint la boca, arrossegant els petits peixos que hi han a la vora.
L'animal s'ha adaptat perfectament a un habitat amb una pobra concentració d'oxigen, en especial durant l'època seca. Com l'oxigen que arriba per les brànquies és insuficient, ha de respirar aire atmosfèric i emergeixen sovint per respirar, amb un característic so de tos. Generalment ho fa en períodes de 15 minuts, però pot aguantar fins a 40 minuts si està en perill o està en plena persecució. A diferència de la majoria dels peixos amb què conviu al seu hàbitat, la bufeta natatòria està molt desenvolupada i és molt gran i vascularitzada, per la qual cosa té una funció similar a un pulmó humà.
Tant els mascles com les femelles tenen un òrgan secretor semblant a una glàndula al cap. La secreció està formada per 400 substàncies i consisteix en hormones, proteïnes, pèptids i probablement feromones.
Les crescudes estacionals de l'Amazones modulen el cicle reproductiu de l'arapaima. Durant els mesos de baix cabal (entre febrer i abril), els arapaimes construeixen nius al llit, i les femelles ponen ous. Les cries neixen quan el nivell de l'aigua puja i els proporciona un hàbitat inundat propici. Els mascles adults tenen un peculiar paper en la reproducció, ja que incuben desenes de milers d'ous a la boca, els protegeixen agressivament i els traslladen quan cal.
Com que passa tant de temps a prop de la superfície, l'arapaima és vulnerable als caçadors, que fàcilment els poden encertar amb un arpó. Alguns pobles indígenes consumeixen la carn i la llengua del pirarucú, i fan servir les seves grosses escates per fabricar joies i altres objectes.

## Estat de conservació

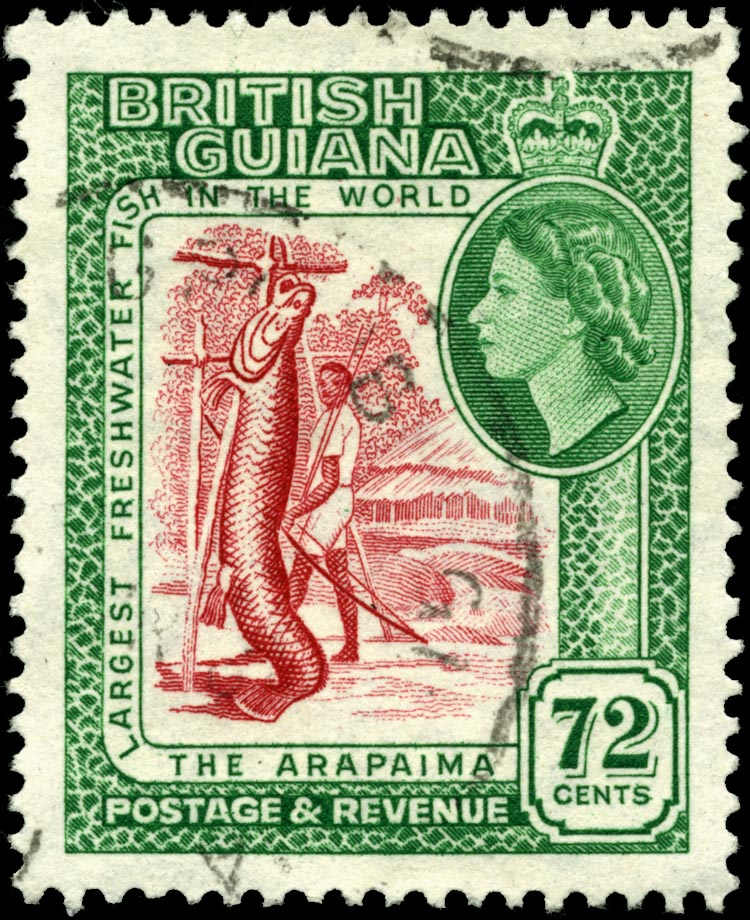
Segell de l'antiga colònia britànica de Guyana

Encara que l'hàbitat d'aquest peix gegant no pateix gaires pertorbacions, la sobrepesca s'ha convertit en un seriós problema, i algunes autoritats sud-americanes han intentat establir certes mesures de protecció. Durant l'últim segle ha estat perseguit a un ritme alarmant. Tradicionalment es caçava amb l'ajuda d'un arpó però amb l'arribada de les xarxes de pesca, les possibilitats de captura per part dels humans s'han incrementat. D'altra banda, l'IBAMA -Institut Brasiler del Medi Ambient- va regular-ne la captura, establint una mida mínima i deixant uns mesos de pesca vedada.
Tot i que la població s'ha reduït considerablement, els alts preus de la seva carn als mercats locals ha fet que segueixi sent un dels objectius preferits dels pescadors de la zona. Alguns aqüicultuors, amb l'autorització del govern de Brasil, van fer captura dels reproductors i van desenvolupar la seva reproducció en captivitat, a llacs i embassaments, fet que redueix la sobrepressió sobre els exemplars salvatges. Això ha permès la recuperació de l'espècie: al Brasil, l'any 1999 hi havia 2.500 individus, mentre que l'any 2017 la xifra s'havia disparat fins als 170.000 exemplars.
A Bolívia, la introducció de l'espècie va generar impactes negatius sobre la ictiofauna nativa i, com a conseqüència, sobre la pesca de subsistència realitzada per comunitats locals. No obstant això, en aquest mateix país també ha generat beneficis econòmics per a pescadors que es dediquen a la pesca comercial. Juntament amb diferents organitzacions científiques, el govern bolivià està examinant les conseqüències de la invasió de l'arapaima al país.

## Usos
Un arapaima de mida mitjana rendeix més de 50 kg de carn. La manera que els indígenes tenien de conservar el peix era assecant-lo, mentre que els colons portuguesos el conservaven en salaó, motiu pel qual l'anomenaven "bacallà de l'Amazones". Avui en dia, el pirarucu continua sent un component principal de diversos plats típics de la gastronomia dels estats brasilers d'Amazones i Pará, un d'aquests plats és el "Pirarucu à casaca", que sovint se serveix durant les festes de juny.
La seva llengua òssia, un cop assecada, s'empra com a ratllador, imprescindible per a preparar la beguda de guaranà, molt eficaç contra la disenteria. Les escates s'empraven com a llima d'ungles i per a la confecció de productes artesanals de decoració, com bijuteria. Recentment, s'han realitzat diversos estudis de biotecnologia per cercar-ne usos alternatius. Es valora la flexibilitat i resistència del material, que aguanta intacte les mossegades de les piranyes.

## En la mitologia indígena
Segons la mitologia indígena, molt estesa a l'Amazones, Pirarucú havia sigut un indígena, fill de Pindarô, un home de bon cor i cap de la seva tribu. Pirarucú era un guerrer valent, però malvat, ple de vanitat, egoisme i excessivament orgullós del seu poder. Un dia, mentre el seu pare feia una visita amistosa a les tribus veïnes, Pirarucú va aprofitar l'oportunitat per prendre indis del poble com a ostatges i executar-los sense cap motiu.
Tupã, el déu dels déus, va observar Pirarucú durant molt de temps, fins que cansat d'aquest comportament va decidir castigar-lo. Tupã va cridar a Polo i li va ordenar que escampés el seu llamp més poderós per tota la regió. Va cridar a Iururaruaçu, la deessa dels torrents, i li va ordenar que propiciés una gran crescuda als rius, aprofitant que Pirarucú es trobava pescant, apartat del poble. Quan el jove es va adonar de les onades furibundes del riu i va sentir la veu enfadada de Tupã, va dedicar-li una rialla desafiadora i paraules de menyspreu. Llavors Tupã va manar a Chandoré que llancés llamps i trons sobre Pirarucú. El guerrer va intentar escapar, però mentre corria per la selva, un llamp va encertar-li al cor.
Com Pirarucú encara va refusar demanar perdó, Tupã va arrossegar-lo a les profunditats del riu Tocantins, transformat en un peix gegant de color vermell fosc.